# Allophleps inspersa
Allophleps inspersa är en insektsart som beskrevs av Ernst Evald Bergroth 1920. Allophleps inspersa ingår i släktet Allophleps och familjen dvärgstritar. Inga underarter finns listade i Catalogue of Life.